# Ramón Alonso R.
El Ramón Alonso R., antes Valetta, Montclair, José Gallart y Balmes, fue un barco de vapor, transatlántico y buque de carga construido en 1898 en el Reino Unido para carga mixta de tripulación y mercancías. Durante su vida hasta su desguace en 1959 sufrió varios accidentes. En 1913 sufrió un incendio en alta mar a 500 millas al este de las islas Bermudas. El pasaje formado por 103 personas, fueron rescatados en otro vapor que los desembarcó en Nueva York desde donde pudieron regresar a su destino. En su última y más larga etapa fue el buque mercantil más importante de la empresa Hijo de Ramón Alonso R. navegando como Ramón Alonso R. desde 1927.

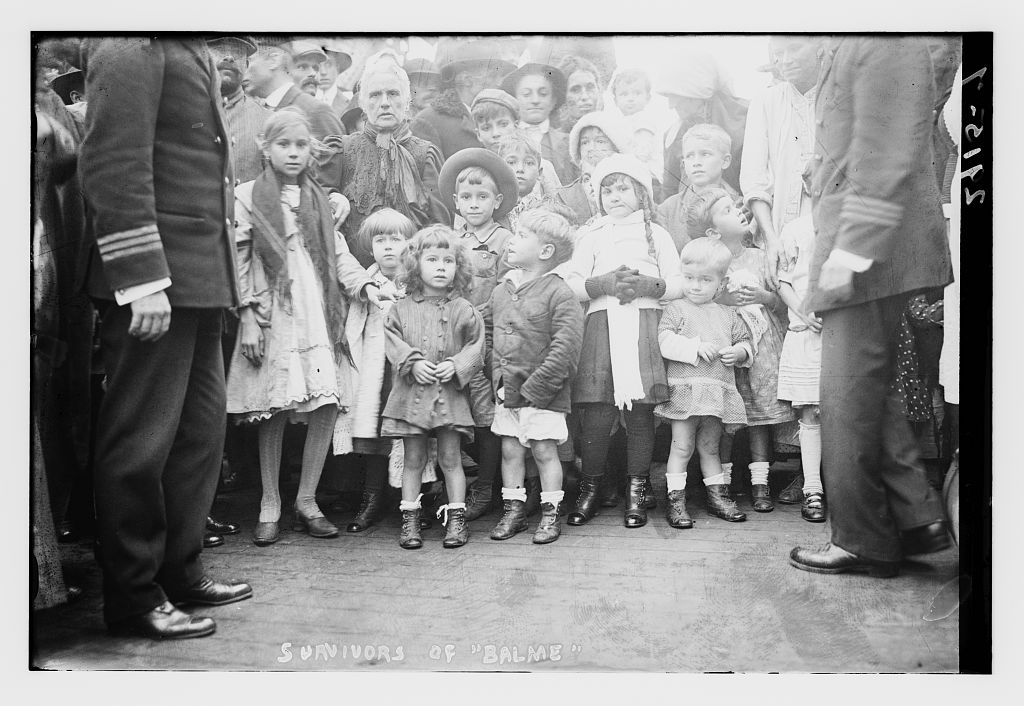
Supervivientes del vapor Balmes en Nueva York (1913).

## Historia

### Montclair(1898-1901)
Los astilleros Archibald McMillan and Son en Dumbarton (Escocia) recibieron un encargo de la importante naviera Elder Dempster con sede en Liverpool, la construcción de un buque con capacidad de carga de mercancías en dos bodegas y pasajeros en las otras dos. El barco construido en hierro como material principal, tenía un desplazamiento de 3794 toneladas y estaba propulsado por un motor de vapor compuesto por tres cilindros para realizar triple expansión, fabricado en Glasgow por David Rowan and Sons y con una potencia de 1356 CV y una sola chimenea. Fue botado en 1898 con el nombre de Montclair para dedicarlo a la ruta marítima entre el Reino Unido y Canadá.

### José Gallart(1901-1911)
En 1901 fue adquirido por la firma Folch y Compañía (A. Folch y Cía) con sede en Barcelona y lo renombró José Gallart. El vapor formó parte de un cartel de la naviera para dar a conocer su oferta. Esta empresa cambió de nombre en 1906 como Sociedad Anónima de Navegación Trasatlántica. En 1907 fue enviado al puerto de Newcastle, donde fue modernizado instalándole nuevas calderas. En 1911 José Gallart cambió de dueño por Pinillos Izquierdo y Cía con sede en Cádiz para hacer la ruta con los puertos españoles, con los de América y las Antillas. Renombrado como Balmes, en su chimena fue pintada una cruz roja sobre una bandera blanca, una de las formas de la cruz de San Andrés, como en el resto de la flota ya que era el emblema de la compañía.

### Balmes(1911-1927)
Durante esta nueva etapa continúo sirviendo como transatlántico aunque sufrió un importante accidente en 1913 durante una travesía de La Habana a Cádiz. El barco había dejado La Habana el 5 de noviembre con 103 pasajeros y un cargamento de aguardiente, ron y algodón bajo el mando del capitán Juan Ruiz. A 1500 millas de La Habana, el 18 de noviembre uno de los marineros descubrió humo y dio la señal de alarma. Después de descubrirse el fuego, mediante radio-telegrama, pudo enviar un SOS con el siguiente texto: «Estamos ardiendo. ¡Socorrednos! Nos encontramos entre los 35º de latitud y los 54º de longitud.».
El vapor Pannonia del capitán Robert Capper, perteneciente a la compañía Cunard Line y con mil inmigrantes italianos camino a Nueva York desde Gibraltar, acudió al rescate salvando a 103 hombres, mujeres y niños del vapor en llamas. Los supervivientes llegaron a Nueva York y fueron reembarcados en el Pannonia con dirección a Cádiz. El periódico The New York Times y un medio local recogieron el incidente.
La tripulación consiguió controlar el fuego y extinguirlo sin perder el barco. Una vez el pasaje fue rescatado y transportado al Pannonia, el barco fue remolcado al puerto de la isla Saint George (Bermudas) por los remolcadores Gladisfen y Powerful, junto a Pannonia. Allí fue reparado para poder continuar el trayecto. 
La línea de la compañía Pinillos que hacía el recorrido del Mediterráneo al Río de la Plata enseguida tuvo mucho éxito y, a menudo, los barcos iban sobrecargados, lo que hizo que poco a poco fueran adquiriendo una mala fama. Esto y los naufragios de los barcos Príncipe de Asturias y Valbanera, además de la crisis que hubo después de la Primera Guerra Mundial, hizo que en 1921 la compañía tuviera que deshacerse de los barcos que le quedaban, concretamente los vapores Barcelona, Cádiz y Balmes, que compraron los consignatarios y armadores en Barcelona: Rómulo Bosch Alsina (1852-1923) junto con sus hijos Alejandro y Rómulo Bosch Catarineu, bajo el nombre de la sociedad Hijos de Rómulo Bosch, S. en C. en octubre de 1924. El vapor Balmes pasó así a formar parte de la Compañía Transoceánica de Navegación con sede en Barcelona y como presidente-fundador Bosch Alsina.

### Ramón Alonso R.(1927-1959)
El 11 de mayo de 1927 el gerente Ricardo Ramos Cordero (1859-1938) de la sociedad familiar Hijo de Ramón Alonso Ramos, conocida también como Ramos o casa Ramos, compró el barco por 325 000 pesetas a la Compañía Transoceánica de Navegación y le cambió el nombre de Balmes a Ramón Alonso R. en honor al fundador Ramón Alonso Ramos Charcos (1845-1888). La empresa cambió la enseña anterior en la chimenea por una R en un rombo, emblema de la naviera. Además se modificó el buque y se eliminó su capacidad mixta para convertirse en un buque mercante exclusivamente, eliminando la capacidad de transportar pasaje y añadiendo dos bodegas de carga a las dos anteriores, teniendo un total de cuatro bodegas. Fue el mayor buque mayor buque de Hijos de Ramón Alonso, convertida así en una de las navieras más importantes de la ciudad y del país en ese momento. Durante los siguientes años navegará como transporte de mercancías en régimen de fletamento conocido como tramp (vagabundo), es decir, un contrato entre la naviera y un cargador para el transporte temporal de mercancías en grandes volúmenes, en vez de en líneas regulares.
En 1936 la flota, aunque había perdido relevancia nacional, seguía siendo una de las seis primeras navieras de Barcelona, en ese momento compuesta además de por el Ramón Alonso R., por otros cinco vapores denominados Nuria R., María R., Ricardo R. (inactivo en ese momento), Roberto R. y Navarra.
Al empezar la guerra civil española (1936-1939) El vapor Ramón Alonso R. estaba fondeado en el puerto de Barcelona y en febrero de 1937 era el único barco de la naviera que aún estaba bajo control de sus gestores. 
Entre febrero y agosto de 1937 el Ramón Alonso R. realizó seis viajes: de Casablanca (Marruecos) a Amberes (Bélgica), de Róterdam (Países Bajos) a Burdeos (Francia), de Casablanca a Ámsterdam, de Nantes (Francia) a Gante (Bélgica), de Róterdam a Dakar (Senegal) y de Sierra Leona a Workington (Reino Unido), donde arribó el 3 de agosto de 1937. En el Reino Unido quedó retenido por problemas con la documentación a bordo. Logró partir a Amberes donde la naviera recuperó el control del buque. Así el Ramón Alonso R. pasó a operar con la bandera bicolor a principios de 1938 en el que continúo el resto de la guerra donde llegó a realizar algunos viajes como transporte militar para el bando nacional, utilizando el nombre falso de Ramoni, Vietri, bajo bandera simulada de Italia e incluso con una segunda chimenea simulada para dificultar su reconocimiento.
A finales de 1951 la cada vez más obsoleta y menguante la flota de Ramos Cordero, tan solo disponía de tres unidades. El vapor, por su capacidad de carga, era el buque más rentable de la naviera, aunque cada vez con más gastos de mantenimiento. En la tarde del 30 de agosto de 1952 llegando a un puerto de Amberes (Bélgica) ya con remolcador faltó la estacha de remolque teniendo un abordaje con otro barco cercano de nacionalidad británica llamado Langleeclyde. Como consecuencia tuvo graves daños que obligaron a varar el barco para evitar su hundimiento. Fue reflotado y reparado en Amberes con un coste total de 1 800 000 pesetas que cubrió en gran parte el seguro. Este año el vapor estaría inmovilizado un total de 114 jornadas (35 en Amberes a causa del accidente y 79 días en Barcelona para pasar una visita reglamentaria).
En 1954, el Ramón Alonso R. estuvo en puerto 59 jornadas por reparaciones. Además, en 1955, el propio Ramón Alonso R. estuvo 36 días paralizado a causa de una avería cuya reparación costó a sus propietarios más de 250.000 pesetas. En 1957 estaba arrendado a la compañía Catalana de Gas y Electricidad para transportar carbón desde Asturias a Barcelona dando los beneficios más importantes de la flota, contrato que cesó el año siguiente y al que no pudo encontrar alternativa. 
El Ramón Alonso R. fue amarrado en el puerto de Bilbao el 19 de diciembre de 1958 al suspender actividad Ramos. El 21 de marzo de 1959 fue vendido por 7 156 000 pesetas para su desguace.